# Og hjertet er sort
|  | Denne artikel er oprettet af botten PalnaBot ud fra en ekstern database. Den kan derfor have sproglige fejl eller mangler. Denne skabelon kan fjernes efter kontrol af indholdet. |

Og hjertet er sort er en dokumentarfilm fra 2006 instrueret af Maria Mac Dalland efter manuskript af Maria Mac Dalland.

## Handling
Dybt inde i skovene på Midtsjælland ligger Avnstrupcentret, et udsendelsescenter for afviste asylansøgere. Her opbevares de mennesker, som ikke kan sendes tilbage, hvor de kom fra, og som ikke kan få lov til at blive i Danmark. På centeret lever de en skyggetilværelse, frataget almindelig menneskelig værdighed. Filmen er optaget på værelserne hos tre irakiske familier, der har boet i Danmark mellem 4 og 7 år.